# Альошкина балка
Альо́шкина Ба́лка (або Альошкина Дача) — ботанічний заказник місцевого значення в Україні. Об'єкт природно-заповідного фонду Харківської області. 
Розташований у межах Харківського району Харківської області, біля села Бобрівка. 
Площа 6 га. Статус надано 1991 року. Перебуває у віданні ДГ «Кутузівка» УкрНДІ тваринництва ААНУ. 
Унікальна для Харківщини ділянка лучного степу, що збереглася на крутих схилах балки. Рослинний покрив відзначається великим ценотичним і флористичним різноманіттям. Зростають первоцвіти, сон-трава, фрагменти формацій п'яти видів ковили (зокрема, ковила Лессінга), занесених до Зеленої книги України, а також кринітарії волохатої (лат. Crinitarieta villosae), занесеної до Зелених списків Харківщини. Рідкісну флору представляють 16 видів.

## Галерея

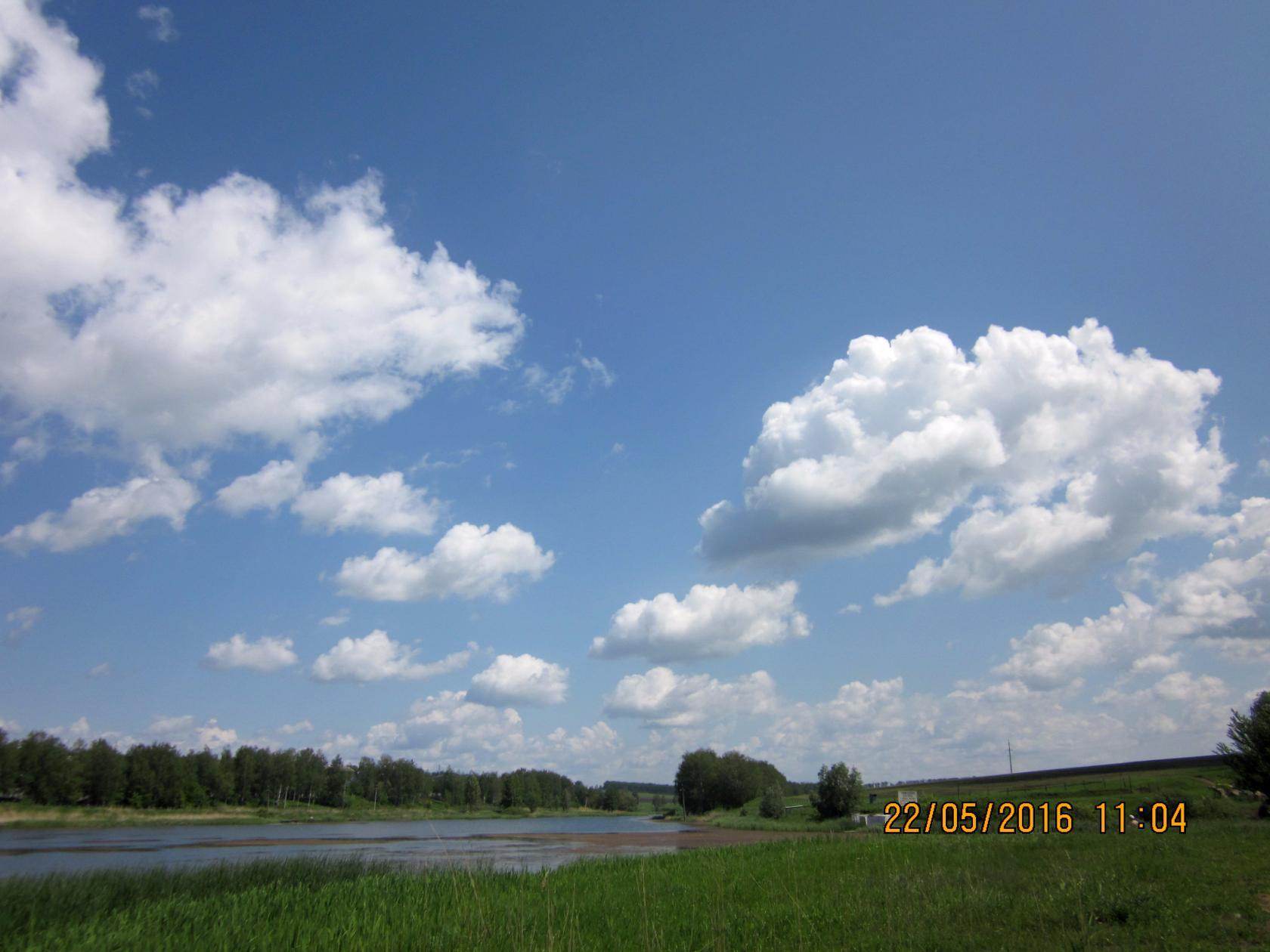
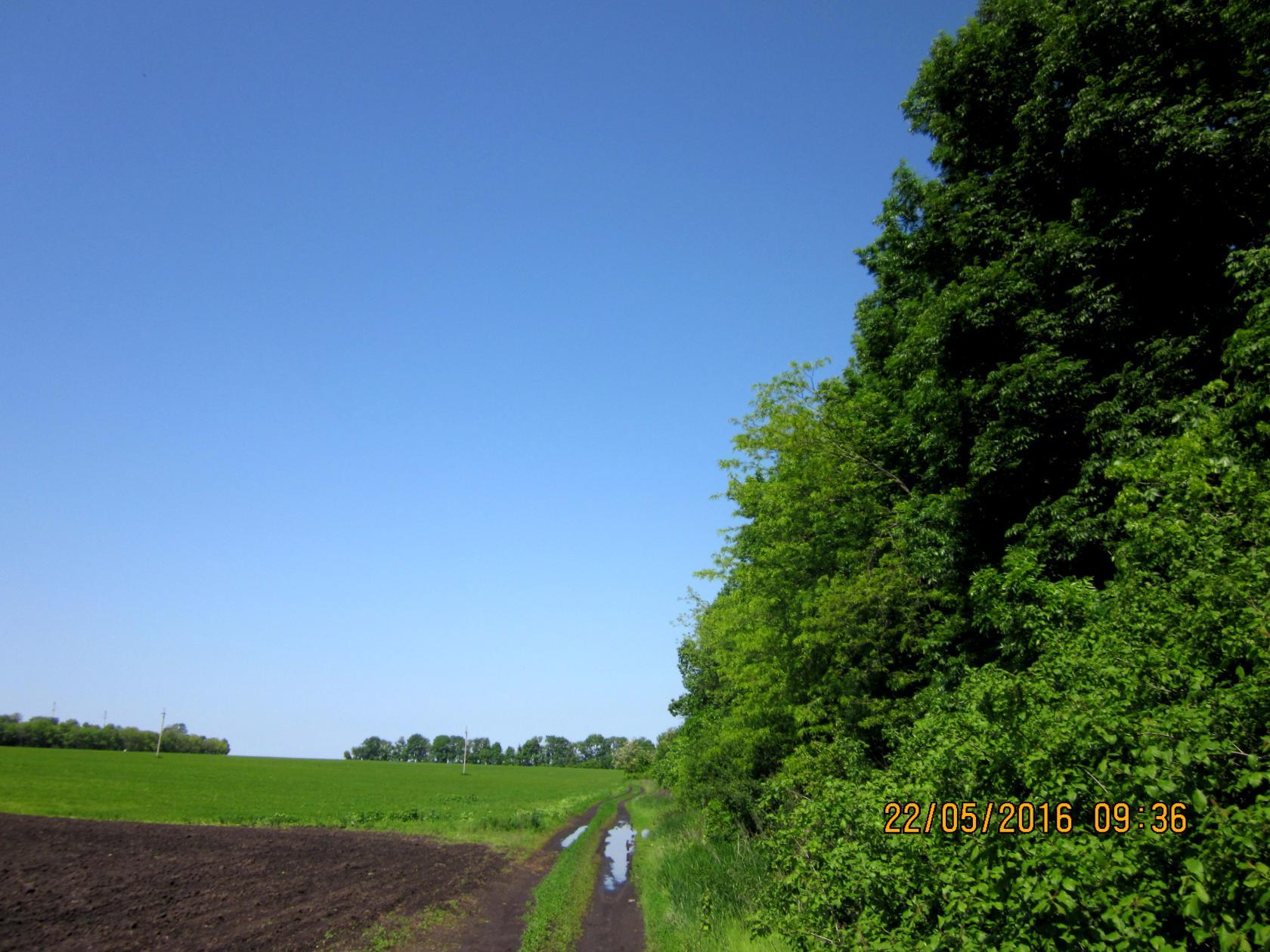
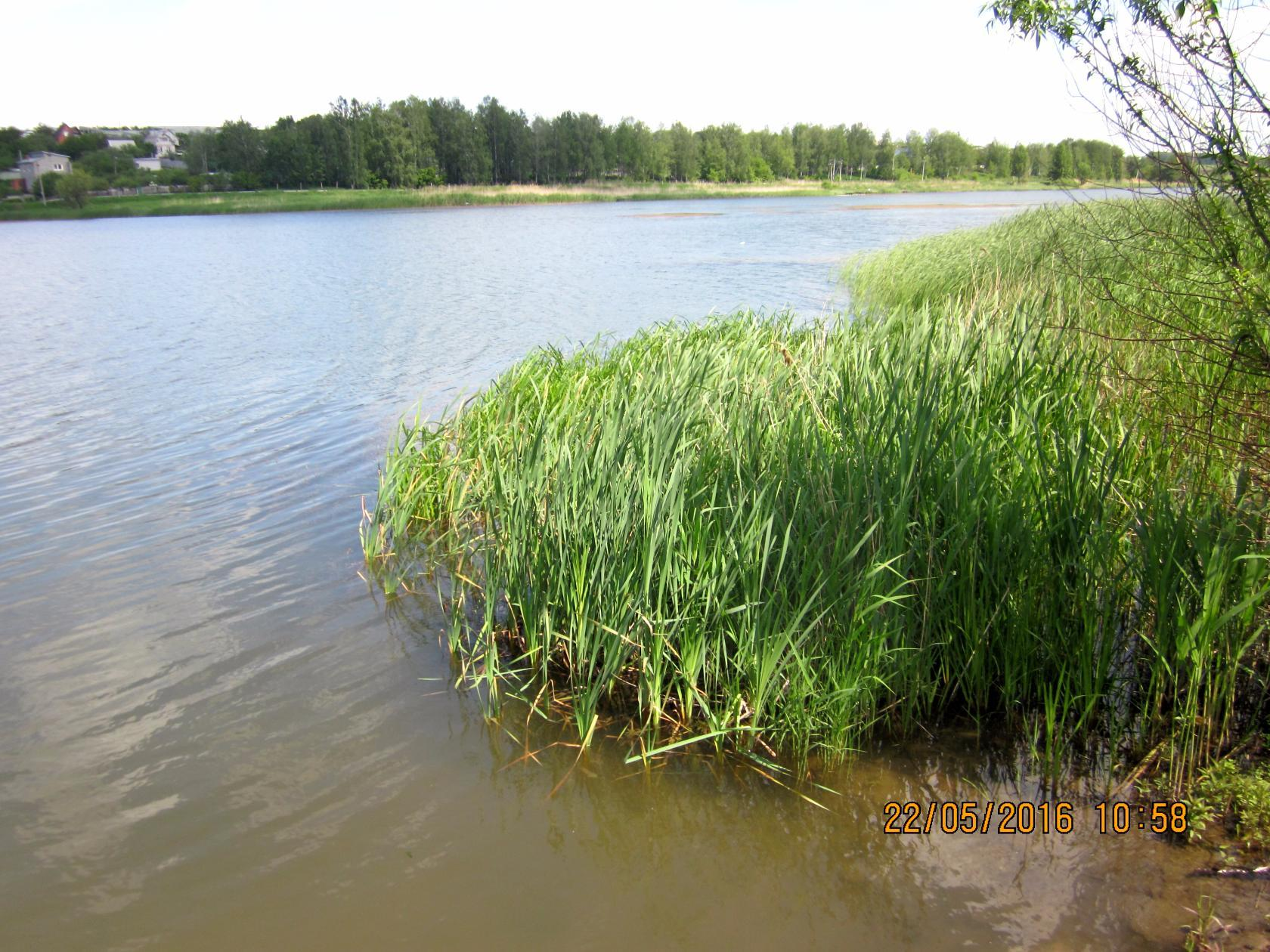
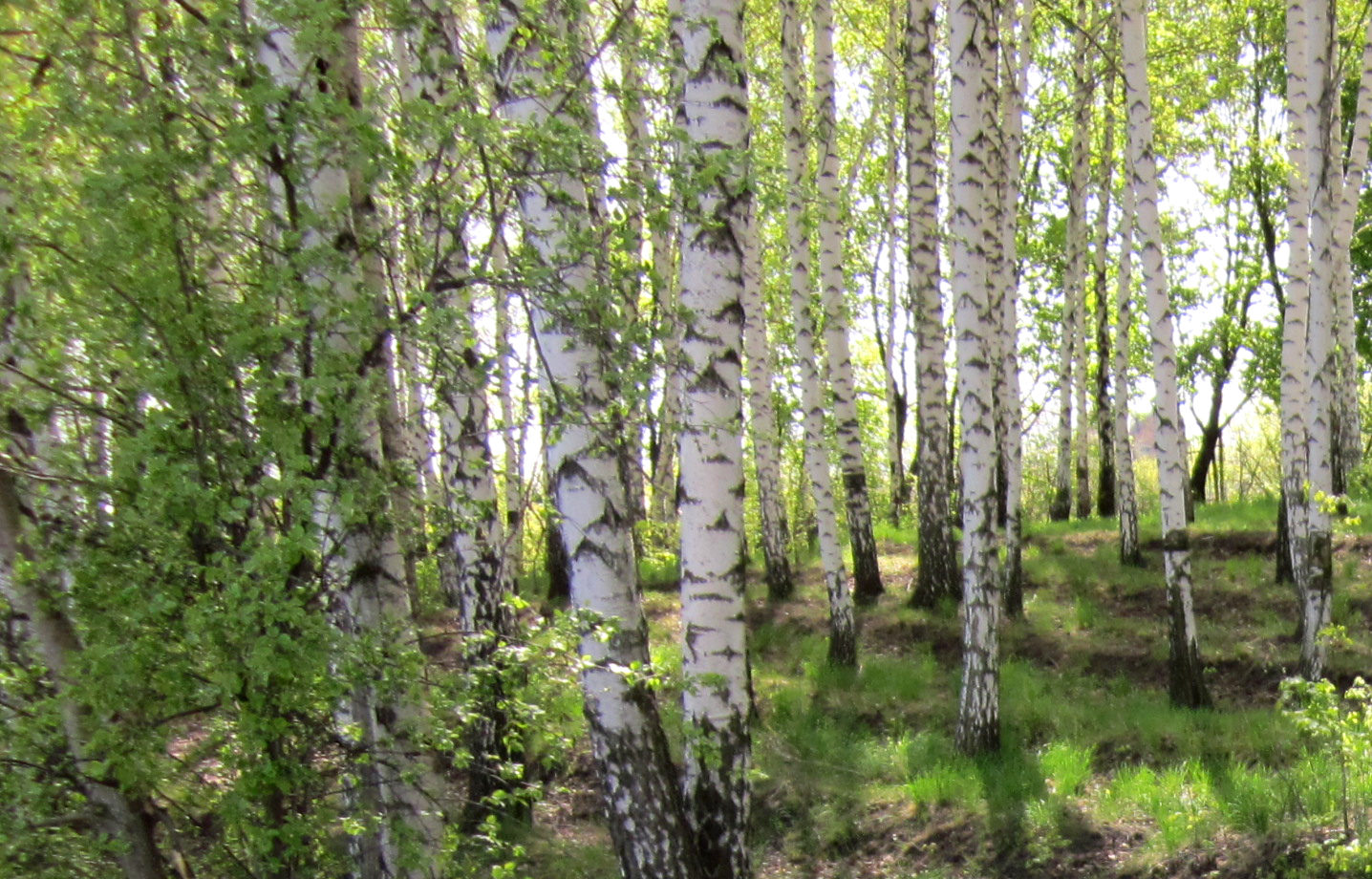
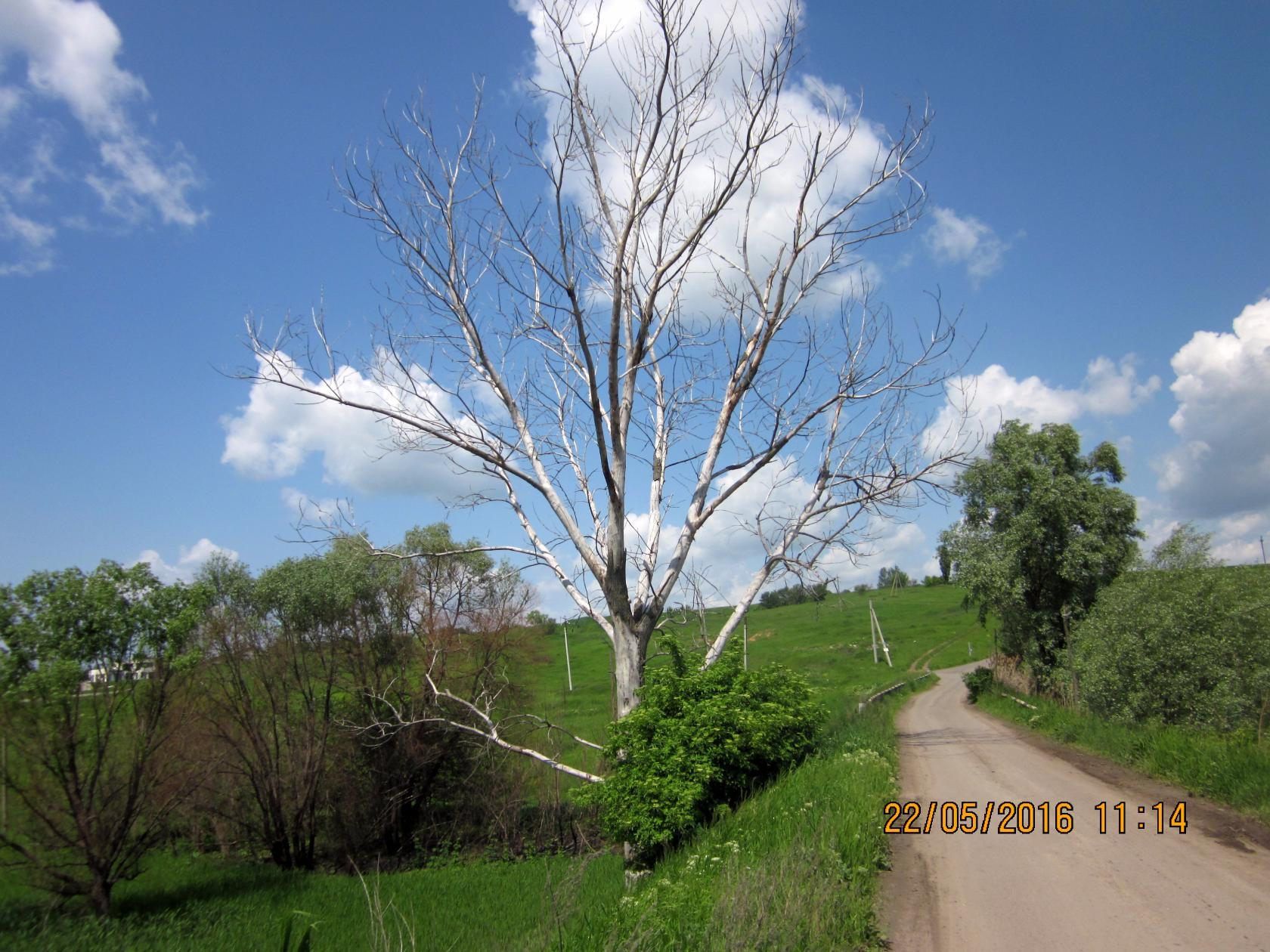
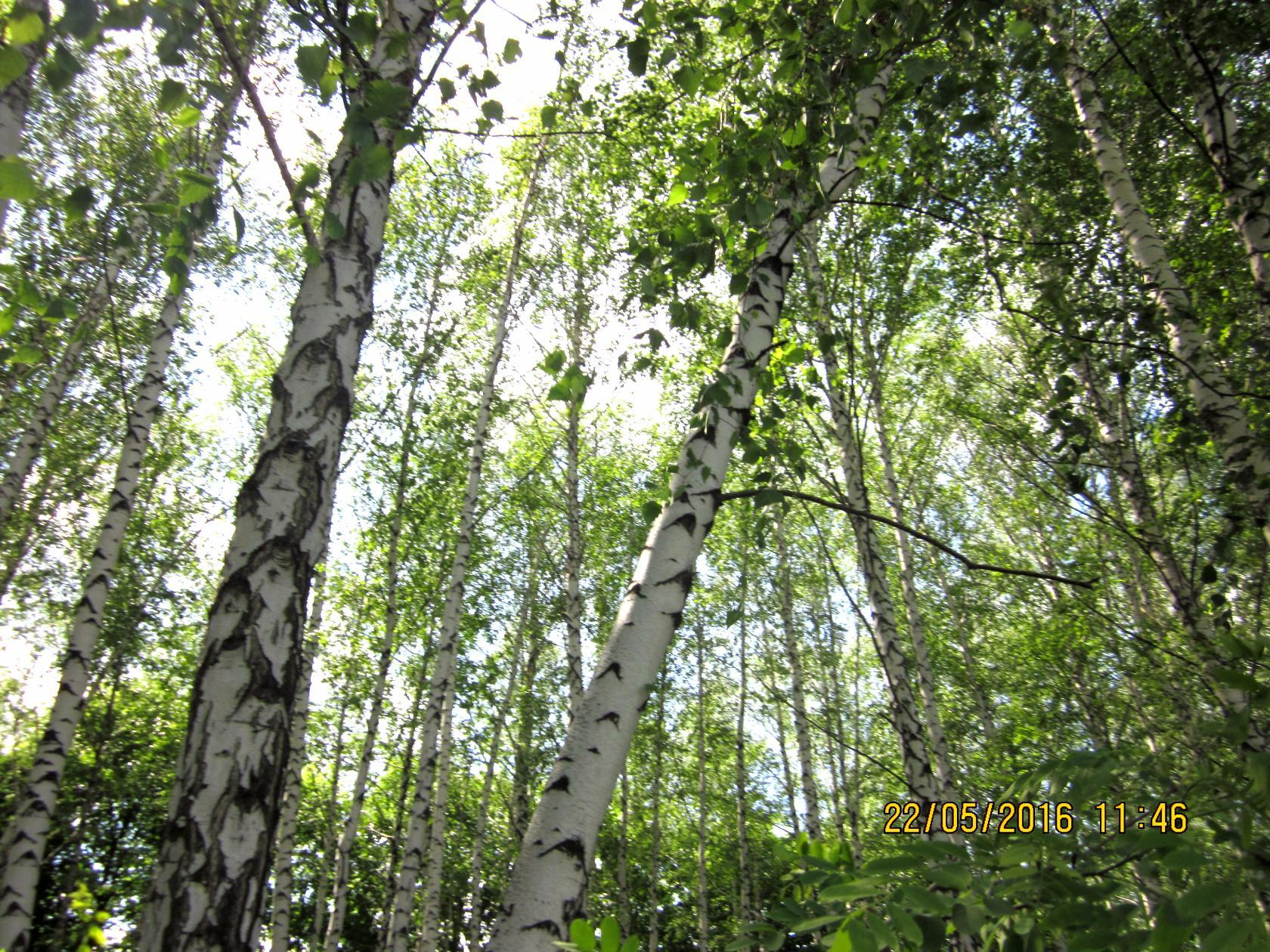
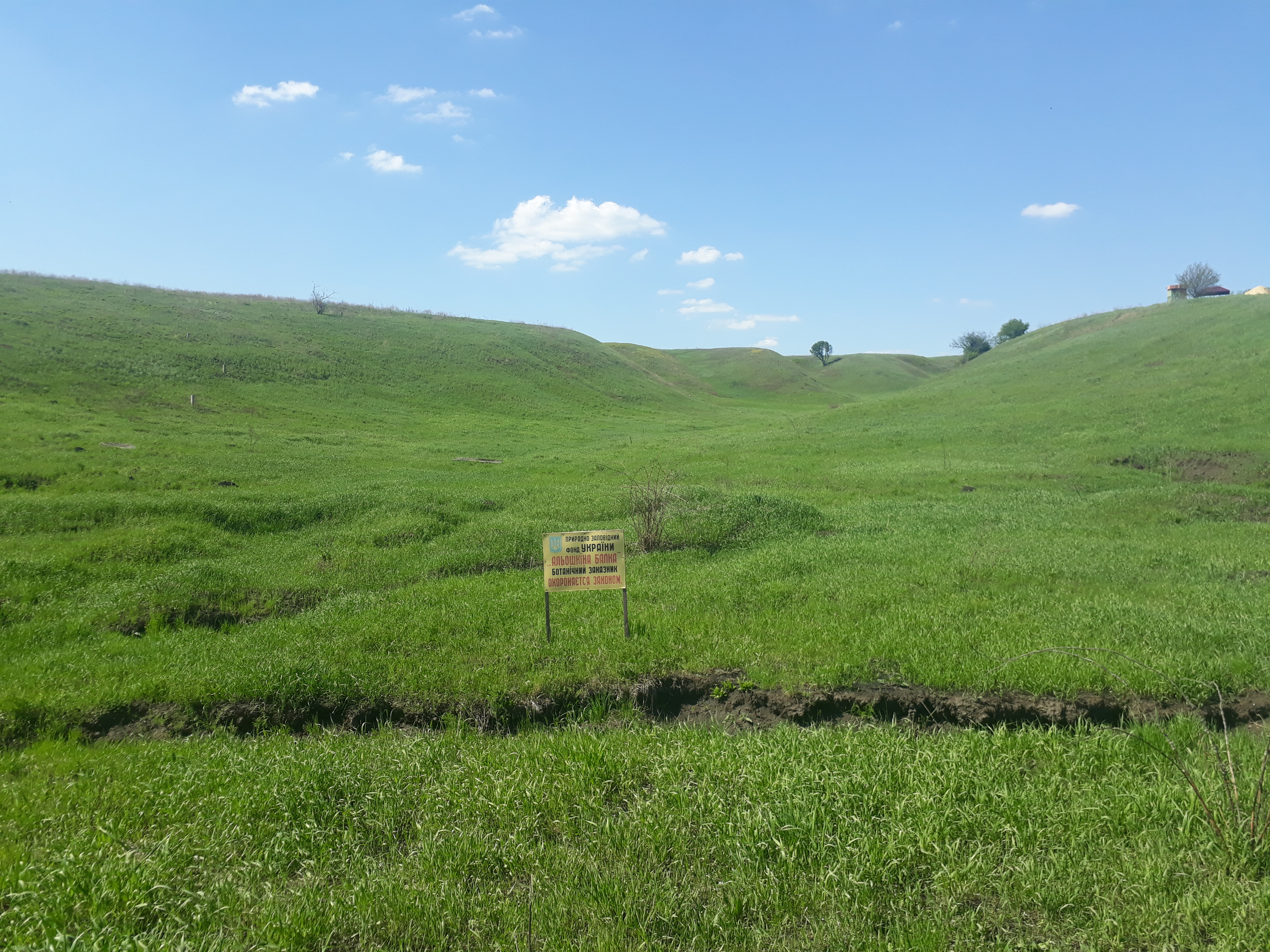
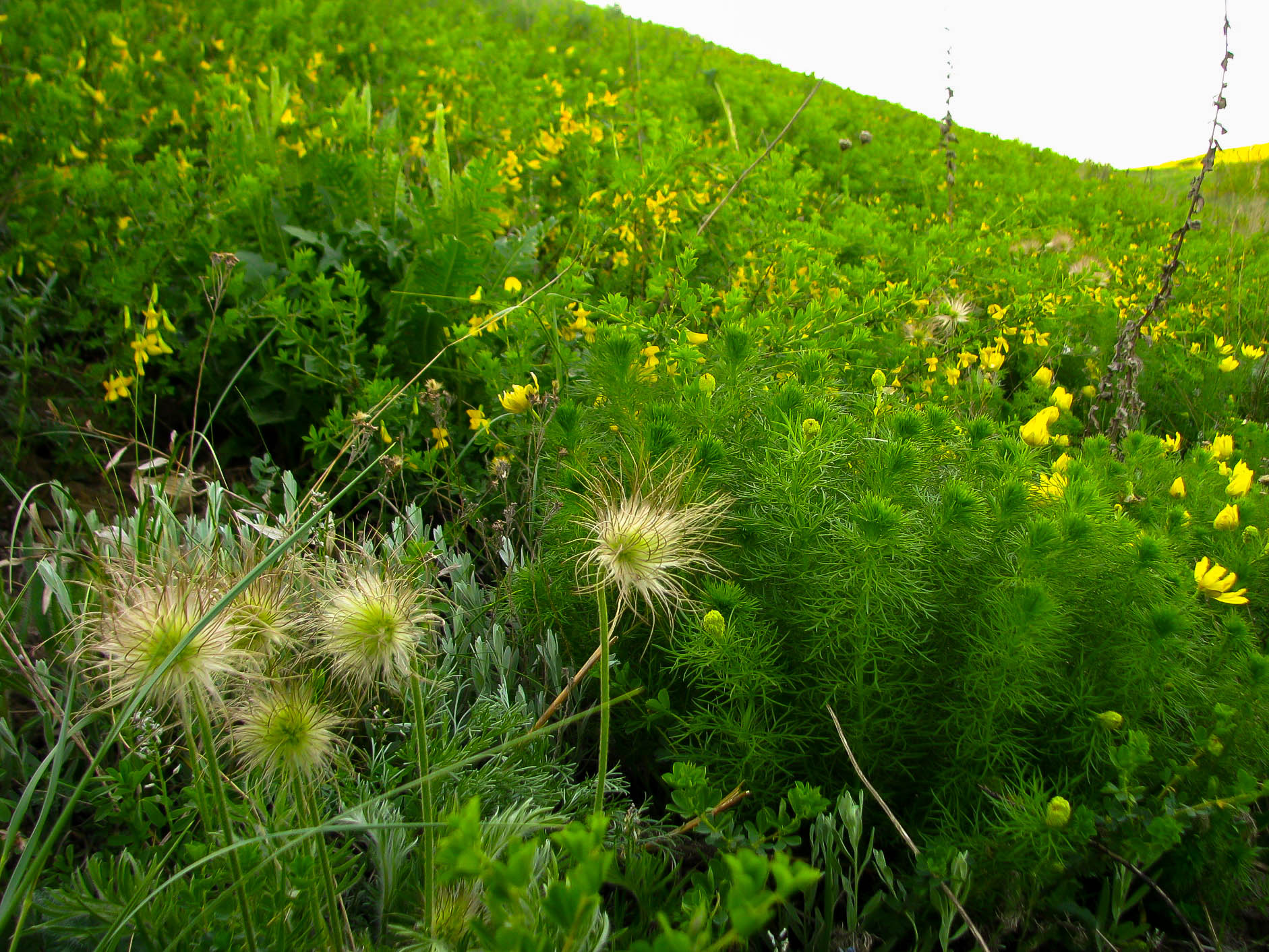
Ломиніс цілолистий